# Vico Mossa
Vico Mossa (Serramanna, 15 ottobre 1914 – Sassari, 23 marzo 2003) è stato un architetto e scrittore italiano.

## Architetture
- Palazzo Bosazza, Sassari, primo palazzo della città in cemento armato
- Hotel Turritana, Sassari
- Palazzo dell'Upim nell'allora piazza delle Demolizioni ora piazza Monsignor Mazzotti, Sassari
- Chiesa di San Vincenzo, Sassari
- Collegio Marianum in piazza Duomo, Sassari
- Villa Brower, Alghero[1]
- Albergo Il gallo di Gallura, Santa Teresa Gallura
- Chiesa della Sacra Famiglia, Olbia
- Palazzo Sotico, Oristano
- Padiglione della Sardegna all'Esposizione internazionale di Italia '61
- restauro del duomo e del Teatro Civico di Sassari, del Teatro Civico di Alghero, della basilica di San Gavino di Porto Torres e della chiesa di San Basilio a Sennori

## Opere
- Novecento, stile sardo e così via: problemi di architettura in Sardegna. Sassari, Il Rosello, 1946
- Architettura religiosa minore in Sardegna. Sassari, Tipografia Gallizzi, 1953
- L'istituto statale d'arte per la Sardegna, Sassari. Felice Le Monnier, 1954
- Architettura domestica in Sardegna: contributo per una storia della casa mediterranea. Cagliari, La Zattera, 1957 e Sassari, Carlo Delfino, 1985
- Dai nuraghi alla rinascita. Sassari, Tipografia Gallizzi, 1961
- Architettura quotidiana. Sassari, Edizioni di Ichnusa, 1961
- I cabilli. Cagliari, La Zattera, 1965
- Architetture sassaresi. Sassari, Tipografia Gallizzi, 1965 e Sassari, Carlo Delfino Editore, 1988
- Almanacco di Sardegna. Sassari, Dessì, 1973
- Natura e civiltà in Sardegna: guida in cento schede ai beni ambientali e culturali. Sassari, Tipografia Chiarella, 1979
- Architettura e paesaggio in Sardegna. Sassari, Carlo Delfino Editore, 1981
- Dal gotico al barocco in Sardegna. Sassari, Carlo Delfino Editore, 1982
- Artigianato sardo. Sassari, Carlo Delfino Editore, 1983
- Temi d'arte e d'ambiente in Sardegna. Sassari, Carlo Delfino Editore, 1987
- Coi maestri d'arte e di muro. Sassari, Carlo Delfino Editore, 1989
- Luna & Sole: curiosità edilizie di Sassari. Sassari, Carlo Delfino Editore, 1991
- Porto Torres e il suo volto. Porto Torres, Carlo Delfino Editore, 1992
- Vicende dell'architettura in Sardegna. Sassari, Carlo Delfino Editore, 1994